# Platocthispa
Platocthispa es un género de escarabajos  de la familia Chrysomelidae. En 1940 Uhmann describió el género. Contiene las siguientes especies:
- Platocthispa apicicornis (Weise, 1905)
- Platocthispa championi (Baly, 1885)
- Platocthispa consociata (Baly, 1885)
- Platocthispa emorsitans (Baly, 1885)
- Platocthispa fulvescens (Baly, 1885)
- Platocthispa gregorii (Chapuis, 1877)
- Platocthispa lateritia (Smith, 1885)